# 沃里克 (罗得岛州)
沃威克（英語：Warwick）是美国羅德島州肯特郡的一個城市。纳拉甘西特湾把城市分為兩個不相連的部分，面積128.52平方公里。根據美國2000年人口普查，人口82,672人，是該州的第二大城市。沃威克位于普罗维登斯以南12英里（19公里），波士顿西南63英里（101公里），位于纽约东北方向171英里（275公里）；1642年建立，1931年建市。

## 著名人物
- 納瑟內爾·格林，美國獨立戰爭英雄